# Adenoon
Adenoon é um género botânico pertencente à família Asteraceae.

## Espécies
Apresenta uma única espécie:
- Adenoon indicum